# ケーフォーエンターテインメント
ケーフォーエンターテインメントは、日本の芸能事務所。

## 概説
2017年7月１日に設立。代表は上村敦洋。主に女性タレントのマネジメントを行う。

## 所属タレント
- 安莉紗
- 綾津ユリ
- 細田こはる
- 川上藍
- りりな